# Jean d'Enghien
Pour les autres membres de la famille, voir Maison d'Enghien.
Jean d'Enghien, mort le 23 août 1281, fils de Siger d'Enghien et de Ide (Alice, Adélaïde) de Zotteghem (Sotteghem), est prince-évêque de Liège du 28 juillet 1274 jusqu'à sa mort.

## Biographie
Jean était le fils de Siger seigneur d'Enghien et d'Alix de Sotteghem, cousine de Jean d'Avesnes. Fils d'une grande famille lotharingienne, il fit des études à l'université de Paris, il y croisa peut-être saint Thomas d'Aquin.
Précédemment chanoine de la cathédrale Notre-Dame de Tournai, puis évêque de Tournai entre 1267 et 1274 où il succède à Jean Buchiel (Buchiau); il continua la politique de fermeté vis-à-vis de la communalité en défendant les privilèges de l'Église.
Il doit son élection à la tête de la Principauté de Liège à la démission d'Henri de Gueldre, 69e évêque de Liège conformément aux dispositions du Concordat de Worms, son amitié avec le pape Grégoire X et avec le roi Rodolphe de Habsbourg lui permirent de devenir le 70e évêque de Liège le 28 décembre 1274. Il fut aussi prêtre et Trésorier du chapitre de Leuze et abbé de Stavelot. Il continua sa politique en défendant aussi ici les privilèges épiscopaux contre les vues des échevins tant sur les levées d'impôts que les droits judiciaires. Il soutient le chanoine Alexandre de Bruneshoven qui se rendit à Oppenheim où l'empereur Rodolphe Ier du Saint-Empire tenait une diète. Le 10 septembre 1275, la diète prit une délibération aux termes de laquelle il était confirmé que les immunités, privilèges et libertés accordées par les empereurs étaient confirmés notamment celui de Henri V du Saint-Empire et citait même comme exemple l'affaire du domestique du tréfoncier de Saint-Lambert (chapitre de Alexandre) que les échevins avaient voulu faire passer devant leur juridiction.
Pendant la durée de son épiscopat, de nombreuses querelles ont lieu entre l'église et la ville à propos de la fermeté, un impôt dont le clergé est exempté d'après un édit impérial de 1107.
Jean d'Outremeuse rapporte la Guerre de la Vache, au milieu du XVe siècle et raconte comment Jean d'Enghien, prince-évêque de Liège, aurait été forcé de nuit de monter à cheval malgré sa forte corpulence, emmené de force de Hoegaarden à Gueldre, il meurt de nuit et est abandonné par les soudards d'Henri de Gueldre devant l'abbaye de Hélécine.